# Josep Pont i Gol
Josep Pont y Gol (Bellpuig, Urgel, 9 de abril de 1907 - Solsona, 4 de octubre de 1995) fue un obispo español.

## Biografía
Estudió en el seminario de Solsona y fue ordenado sacerdote el 22 de marzo de 1931. Posteriormente se doctoró en teología en Roma. En Solsona fue sucesivamente profesor del seminario, canónigo doctoral de la catedral, secretario de cámara del obispo Vicente Enrique y Tarancón y canciller del obispado.

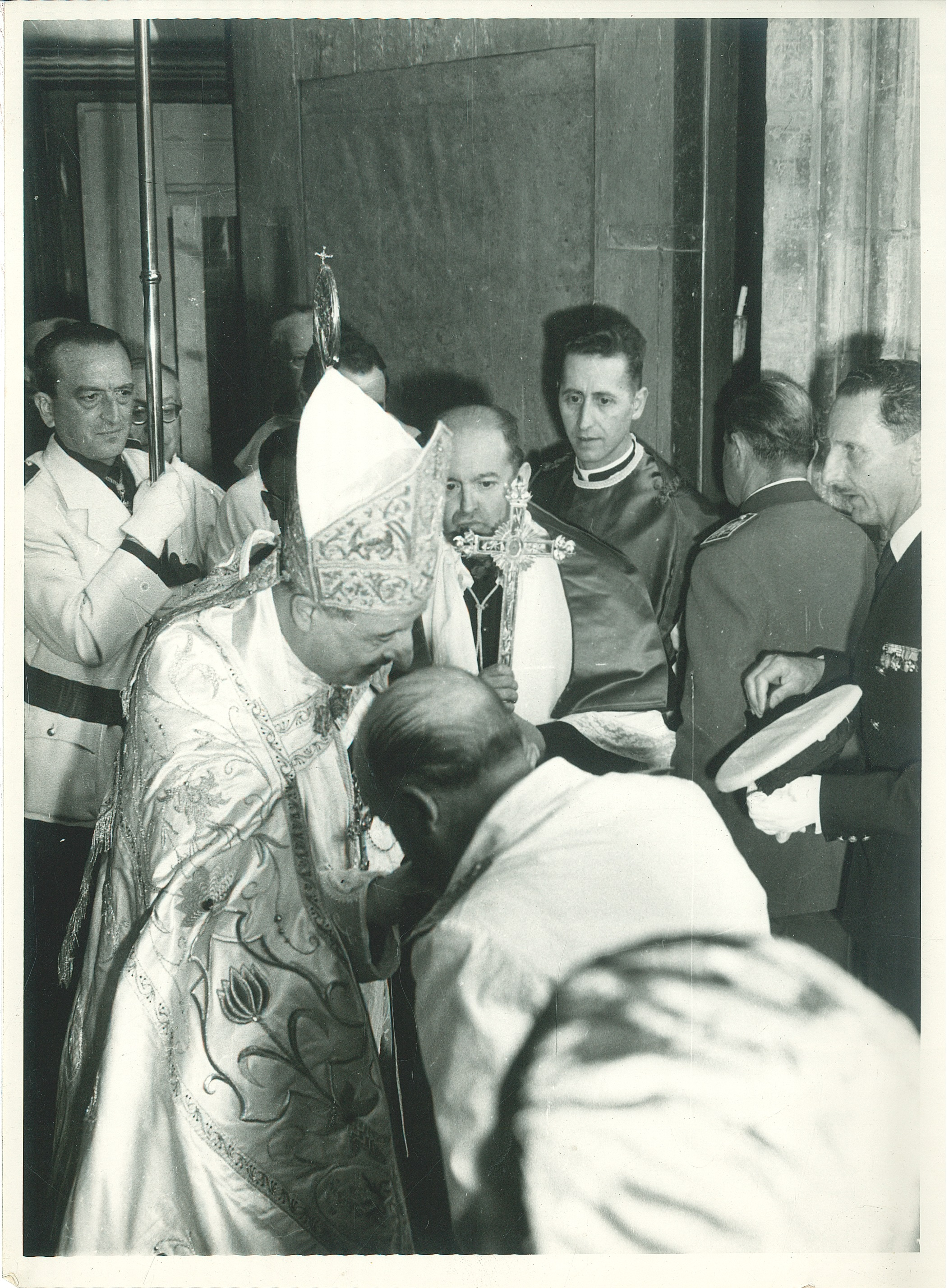
Franco saluda al obispo Pont i Gol durante su visita a Castellón el 14 de junio de 1958.

El 30 de noviembre de 1951 fue ordenado obispo de Segorbe-Castellón, coincidiendo con la reorganización territorial de esta diócesis que visitó de manera minuciosa. Fundó el seminario mayor de Castellón y la casa de espiritualidad de Betxí. Fue secretario de la Comisión Episcopal de Caridad y Asistencia Social.
Participó en el Concilio Vaticano II. En esta época fue una de las escasísimas jerarquías eclesiásticas catalanas (junto con Ramón Masnou y Boixeda, obispo de Vich, que había sido ordenado por Pont en 1952) que se ocuparon del uso de la lengua en la catequesis, la predicación y la vida cotidiana.
El 23 de noviembre de 1970 fue nombrado arzobispo de Tarragona y primado. Reorganizó profundamente la archidiócesis y gestionó el regreso de los restos del cardenal Vidal y Barraquer (1978), muerto en el exilio. Fue un activo dinamizador de la Conferencia Episcopal Tarraconense.
En 1982 se le otorgó la Cruz de Sant Jordi.
El 11 de abril de 1983 dimitió de su cargo por razones de edad y se trasladó a vivir a Solsona. Murió en Lérida, en el Hospital Arnau de Vilanova.
| Predecesor: Benjamín de Arriba y Castro | Arzobispo de Tarragona 1970 - 1983      | Sucesor: Ramon Torrella i Cascante |
| Predecesor: Ramón Sanahuja y Marce      | Obispo de Segorbe-Castellón 1951 - 1983 | Sucesor: Josep Maria Cases Deordal |